# Distretto di Cochamarca
Il distretto di Cochamarca è uno dei sei distretti della provincia di Oyón, in Perù. Si trova nella regione di Lima e si estende su una superficie di 265,55 chilometri quadrati.
Istituito il 2 gennaio 1857, ha per capitale la città di Cochamarca.